# Милинхаген-Ебелиц
Милинхаген-Ебелиц (њем. Millienhagen-Oebelitz) општина је у њемачкој савезној држави Мекленбург-Западна Померанија. Једно је од 64 општинска средишта округа Нордфорпомерн. Према процјени из 2010. у општини је живјело 370 становника. Посједује регионалну шифру (AGS) 13057100.

## Географски и демографски подаци
Милинхаген-Ебелиц се налази у савезној држави Мекленбург-Западна Померанија у округу Нордфорпомерн. Општина се налази на надморској висини од 19 метара. Површина општине износи 25,5 km². У самом мјесту је, према процјени из 2010. године, живјело 370 становника. Просјечна густина становништва износи 15 становника/km².